# Deliver Us from Evil (2014)
Deliver Us from Evil is een Amerikaanse horrorfilm uit 2014. De film is geïnspireerd door het non-fictieboek Beware the Night van Ralph Sarchie en Lisa Collier Cool.

## Verhaal
Ralph Sarchie is een politieagent met huwelijksproblemen. Hij raakt geobsedeerd door een serie merkwaardige en gruwelijke misdaden. Als zijn vrouw en kind ontvoerd worden, zetten hij en een priester alles op alles om de demonen te verdrijven.

## Rolverdeling
- Eric Bana als Ralph Sarchie
- Édgar Ramírez als priester Mendoza
- Olivia Munn als Jen Sarchie
- Sean Harris als Mick Santino
- Joel McHale als agent Butler
- Chris Coy als Jimmy Tratner
- Dorian Missick als Gordon
- Rhona Fox als Zookeeper
- Valentina Rendón als Claudia